# Мишеронский
Мишеро́нский — посёлок городского типа в Московской области России. Входит в состав городского округа Шатура (до 2017 года — Шатурского района).
Население — 4666 человек (2024).
Посёлок расположен в Мещёре, в 18 км к северу от станции Кривандино (железнодорожная линия Куровская — Муром), в 25 км от районного центра. В разговорной речи посёлок часто называется Мишеро́нь.

## История
Некогда на месте современного поселка находилась «пустошь Мишеронь, а Вахрушинская тож, на речке на Мишуронке», упомянутая в писцовой книге времен царя Михаила Федоровича.
Возникновение населённого пункта неразрывно связано с появлением стекольного завода на реке Мишеронке, строительство которого было начато 13 сентября 1835 года, а пуск — 24 января 1837 года. Владельцем завода был купец А. Г. Костерёв. По данным от 1863 года, поселение при заводе состояло из 46 дворов, на которых проживали 263 мужчины и 277 женщин. Тяжёлая работа заводчан описана в «Рассказе заводского хлопца» русского писателя-народника Н. Н. Златовратского, некоторое время прожившего в семье Костерёвых у завода. После отмены крепостного права завод быстро развивался, выпускал винную посуду, плафоны, декоративные изделия. В 1900 году на предприятии трудилось 274 рабочих, было выпущено 3,42 млн бутылок.
Статус посёлка городского типа (рабочего поселка) — с 1928 года. С 2006 до 2017 годы входил в состав городского поселения Мишеронский Шатурского муниципального района.
В 2025 году рабочий посёлок преобразован в посёлок городского типа.

## Население
| 1926  | 1939  | 1959  | 1970  | 1979  | 1989  |
| ----- | ----- | ----- | ----- | ----- | ----- |
| 1388  | ↗3856 | ↘3678 | ↗4027 | ↗4156 | ↗4249 |
| 2002  | 2006  | 2009  | 2010  | 2012  | 2013  |
| ↘3821 | ↘3800 | ↘3777 | ↗3857 | ↘3844 | ↘3821 |
| 2014  | 2015  | 2016  | 2017  | 2018  | 2019  |
| ↗3837 | ↗3857 | ↘3815 | ↘3791 | ↘3754 | ↘3709 |
| 2020  | 2021  | 2023  | 2024  |       |       |
| ↘3687 | ↗4697 | ↘4666 | →4666 |       |       |

## Экономика
Основное предприятие посёлка — Мишеронский стекольный завод (ОАО «Митара») — производило оконное стекло, стеклянную тару, в том числе для детского питания. Завод не работает с начала 2000-х годов.
Электроэнергией город обеспечивают сети ОАО «Владимирэнерго» (ЛЭП 110кВ и подстанция 110/10(6) кВ).

## Транспорт
В день из города отправляются: 1 автобусный рейс в Раменское, 24 связывающих с Шатурой, 15 с городом Рошаль.
Ширококолейная тепловозная однопутная ведомственная железнодорожная ветка до станции Кривандино, по состоянию на лето 2011 года — демонтирована. Вблизи южной окраины посёлка проходила узкоколейная железная дорога ОАО «Шатурторф», связывавшая Бакшеевское торфорпредприятие с Шатурской ГРЭС.
В 1912—1926 годах в посёлке была расположена станция крупнейшей на тот момент в России электрифицированной железной дороги Кривандино — Мишеронь.

## Связь
Посёлок расположен в зоне охвата шатурского радиоретранслятора (участок № 3 Московской радиосистемы) — каналы центрального и местного телевидения (в том числе MMDS вещание), стационарный (RadioEthernet) доступ в интернет. Также доступ в интернет возможен при помощи мобильной (GSM) и спутниковой (DVB) радиосвязи.
Действуют сети следующих операторов мобильной связи: «Вымпелком» (GSM), МТС, «МегаФон» (GSM).

## Достопримечательности

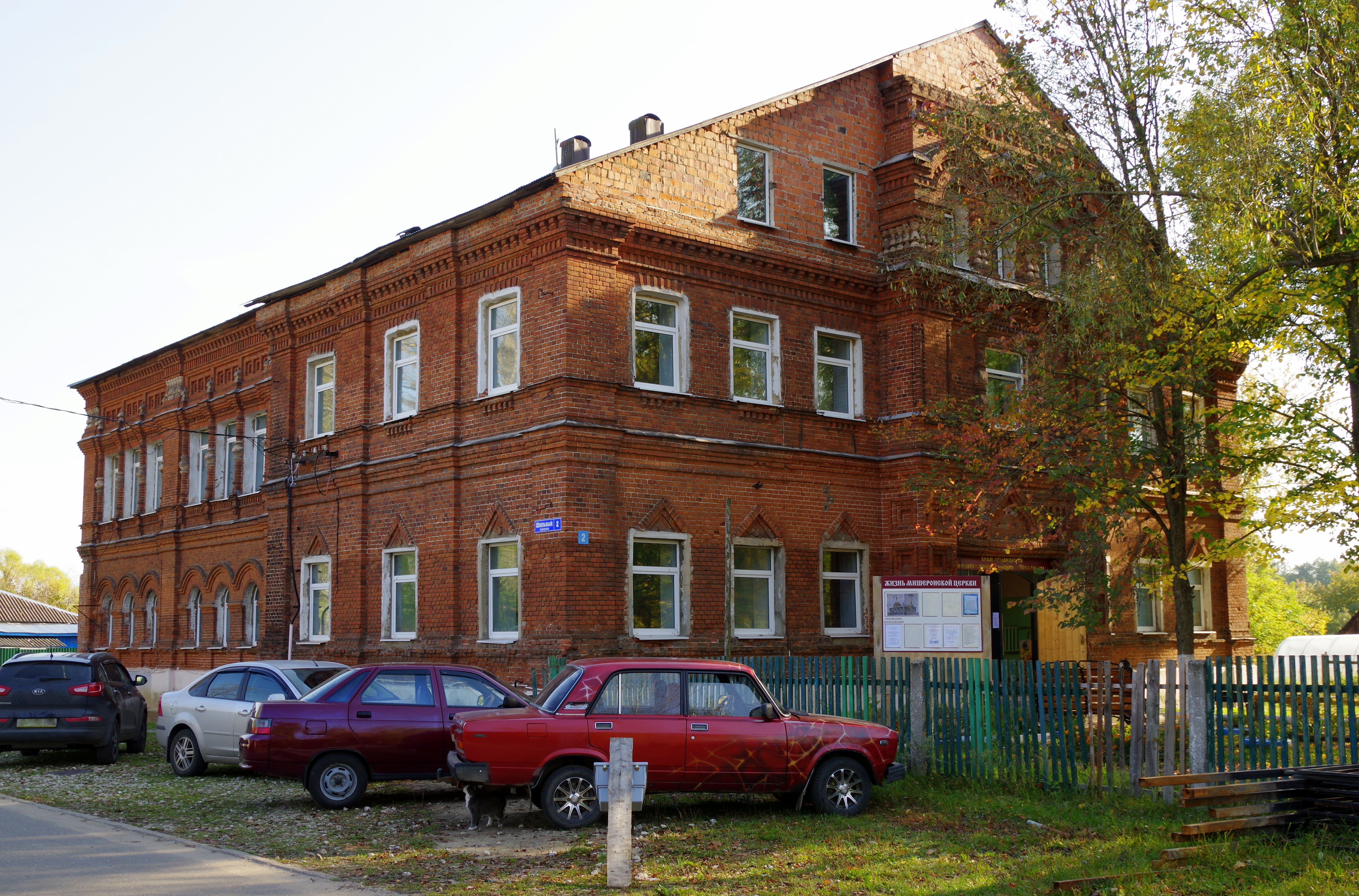
Церковь Воздвижения Креста Господня в посёлке Мишеронский

Сохранились остатки усадьбы владельцев завода — парк с прудами, старым дубом-долгожителем, липовыми аллеями.
Также имеется кирпичная Церковь Воздвижения Креста Господня (Николая Чудотворца), построенная между 1892 и 1902 в русском стиле, которая в советское время была занята больницей. В 2015 году администрация Шатурского района передала здание епархии РПЦ, 24 мая 2015 года состоялось первое богослужение во вновь открытом храме.

## Известные люди
В Мишеронском 27 (14) ноября 1909 года родился А. И. Мальцев — советский учёный-математик, академик АН СССР.
В Мишеронском 25 декабря 1935 года родился и учился Веремей, Борис Иванович — лётчик-испытатель, Герой Советского Союза (1984).